# Adam Zagajewski
Adam Zagajewski   (Lviv, 21 de juny de 1945 - Cracòvia, 21 de març de 2021) fou un poeta, novel·lista i assagista polonès. Nasqué a Lwów (en l'actualitat a Ucraïna) i estudià a Gliwice i a Cracòvia. Va graduar-se a la Universitat Jagellònica. Zagajewski fou reconegut com un poeta pertanyent a la Generació del 68, i és un dels més reputats poetes avui dia.
Es veié obligat a exiliar-se l'any 1982, perseguit pel règim comunista, primerament a París i posteriorment als Estats Units. El 2002 tornà definitivament a la seva pàtria.
Certament, hom no creu avinent de referir-se a en Zagajewski tan sols com un poeta polític contrari a la ideologia comunista, i en conseqüència atractiu en un territori democràtic quant a pensament es refereix. Si bé va prendre part en moviments a favor de les llibertats en son país, durant l'exili ell mateix confessà posseir, més aviat, la personalitat d'un dissident dels dissidents, àdhuc apuntant que «la poesia rau en una altra contrada, més enllà de les immediates lluites partidistes, i, fins i tot, més enllà de la rebel·lió –sia més o menys justificada– devers la tirania». Ara bé, la posició vanitosa per a la llibertat i la recerca de la bellesa que el poeta polonès ha mantingut fidelment al llarg de sa vida, té un testimoni eloqüent en els seus escrits i poesies, de gran profunditat humana i subtil sensibilitat estètica.
Entre la seva obra sobreïxen:
- Pragnienie (1999).
- Ziemia ognista (1994); Terra del foc. Traducció de Xavier Farré. Barcelona: Quaderns Crema, 2004.
- Jechać do Lwowa (1985).
- Sklepy mięsne (1975).
- Komunikat (1972).

Els seus llibres han estat traduïts a diverses llengües. Sos reculls de poesia traduïda a l'anglès són: Mysticism for Beginners, Tremor i Canvas. En l'al·ludit idioma, gaudim de traduccions també en prosa: Another Beauty (2000), a part de les col·leccions Two Cities (1995) i Solitude and Solidarity (1990). Ara com ara, gran part de la seva obra va traduïda per Xavier Farré al català.
Va rebre, entre altres guardons, el Berliner i el Kurt Tucholsky Prize. Des de 1988 fou professor visitant de la Creative Writing Program de la Universitat de Houston als Estats Units. Era també coeditor de la revista literària Zeszyty literackie, que es publica a París. Va estar-se a Houston i a París.
El 2017 fou invitat al XIX Festival de Poesia de la Mediterrània, a Palma (i també el seu traductor al català i al castellà, Xavier Farré). El mateix any fou guardonat amb el Premi Princesa d'Astúries de les Lletres.